# Каборга
Каборга — могильник.

## Розташування і датування

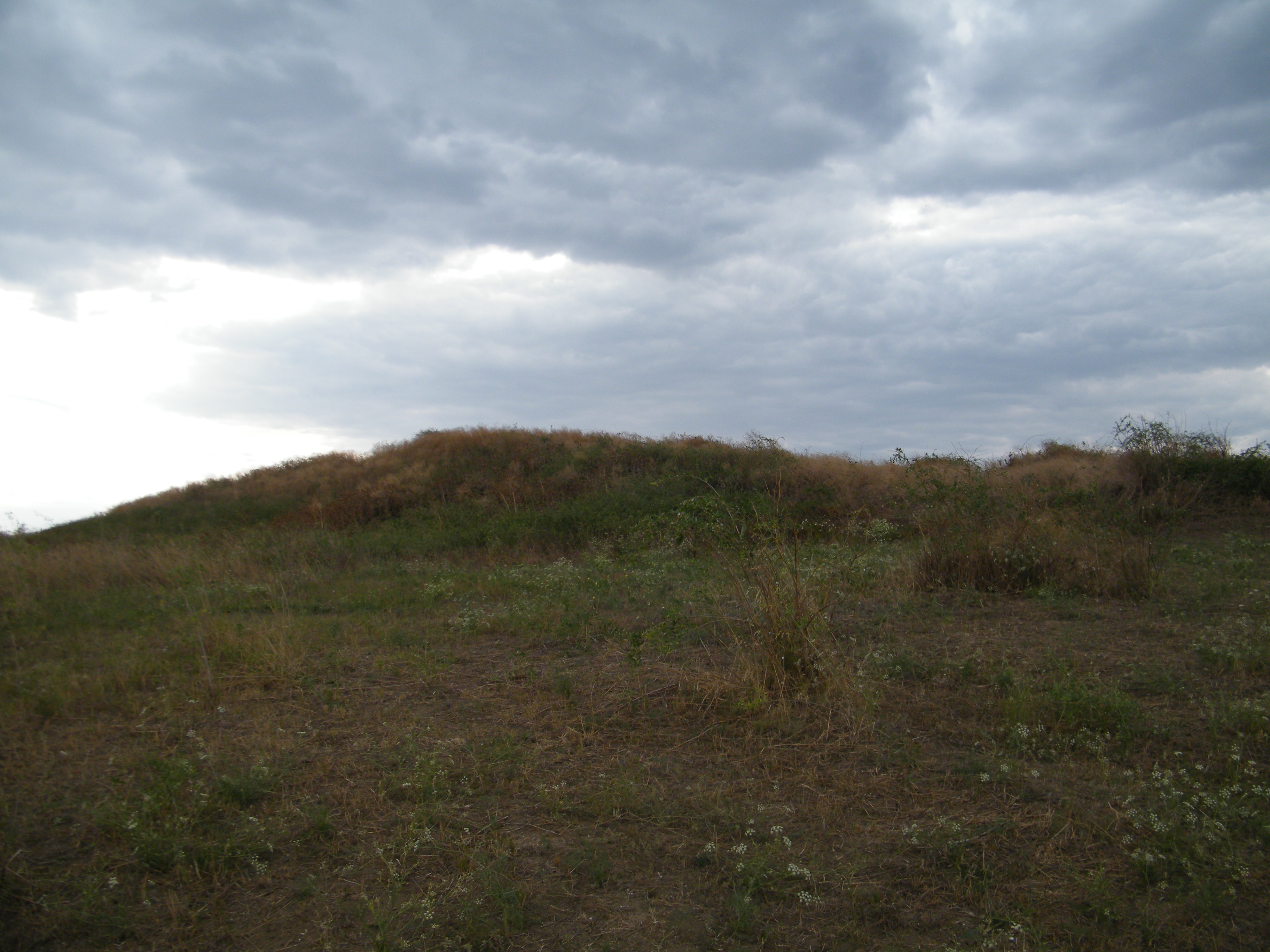
Курган біля Старої Каборги

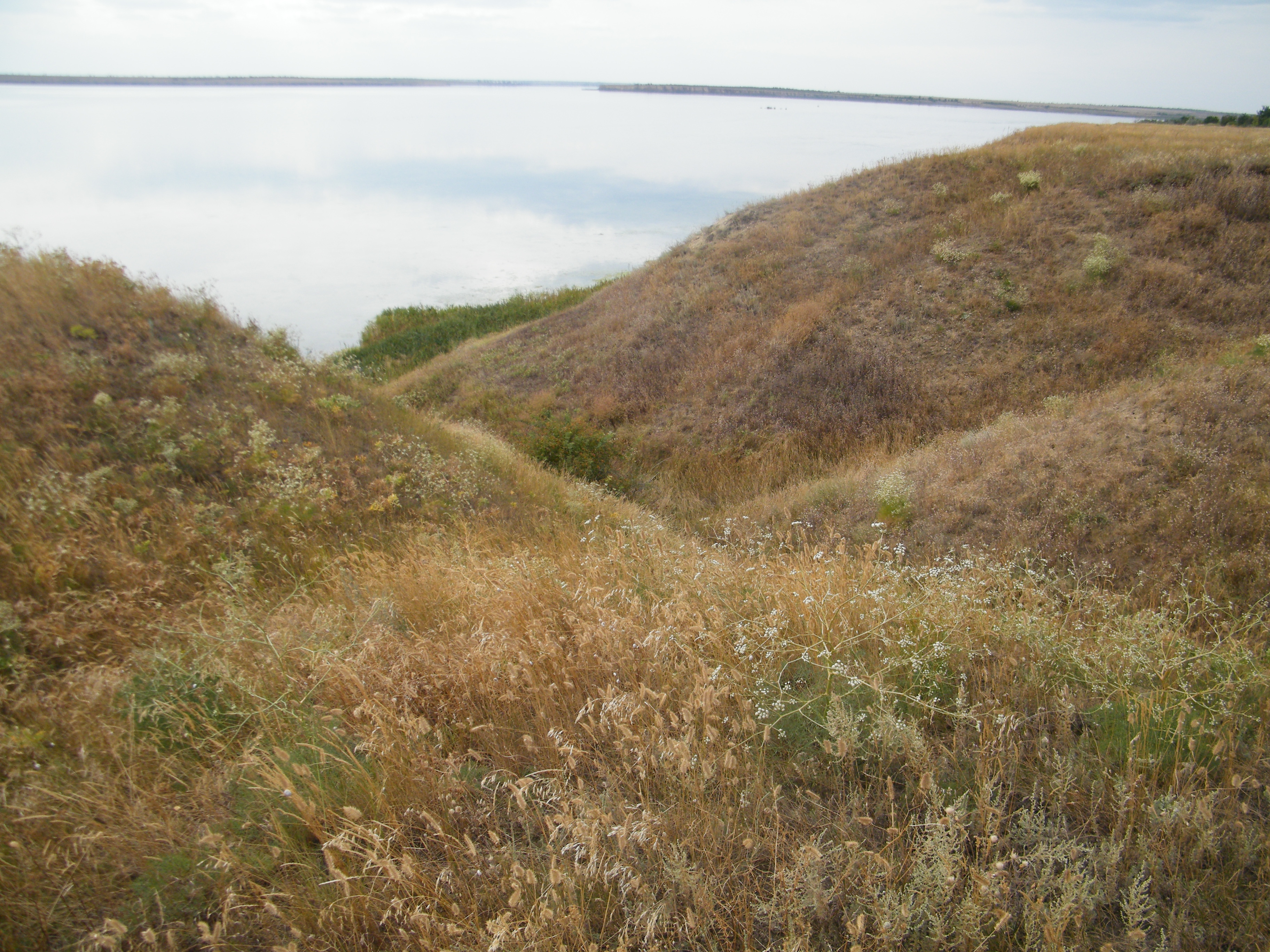
Берег Березанського лиману в районі Каборги

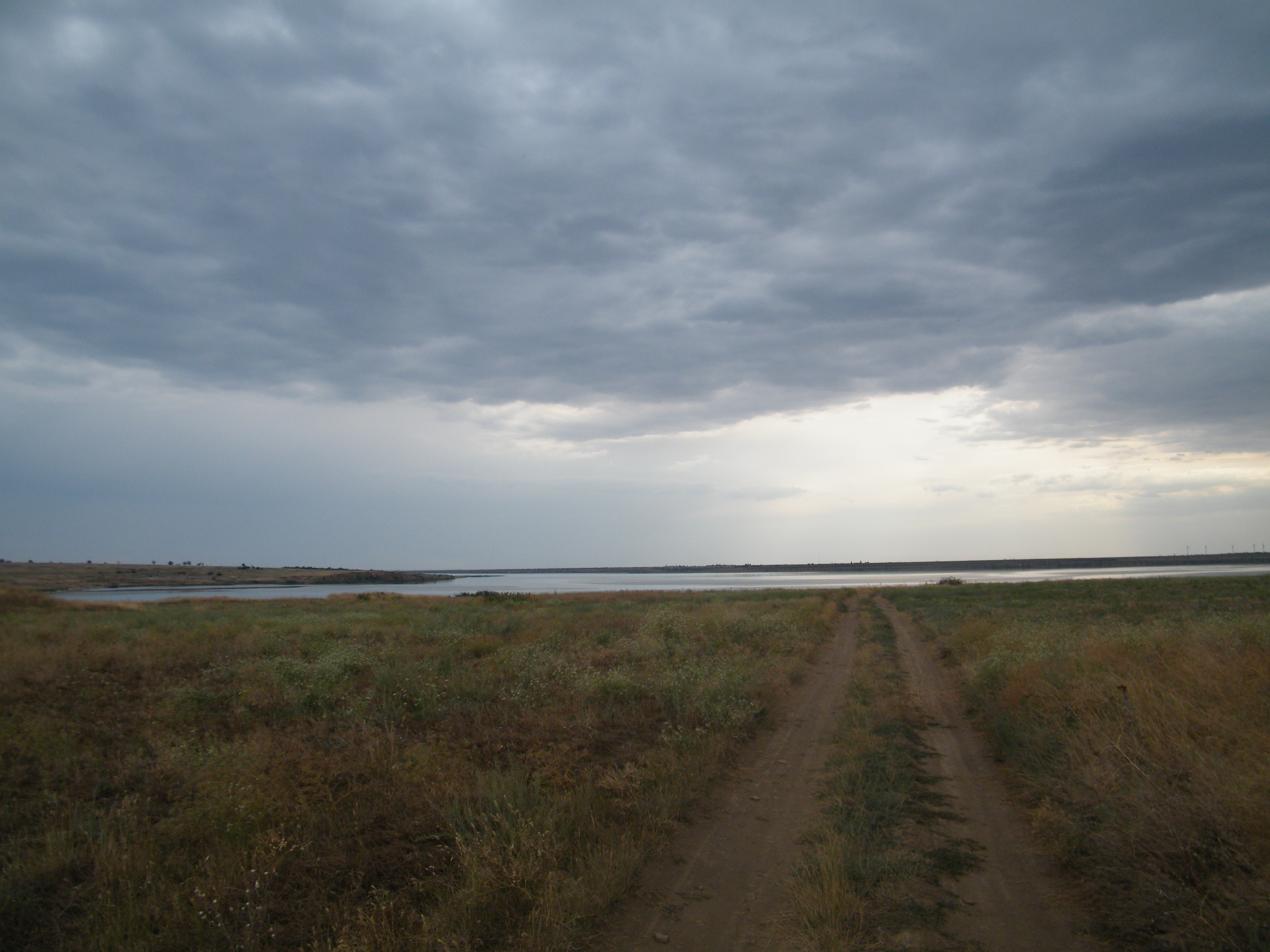
Дорога на Каборгу

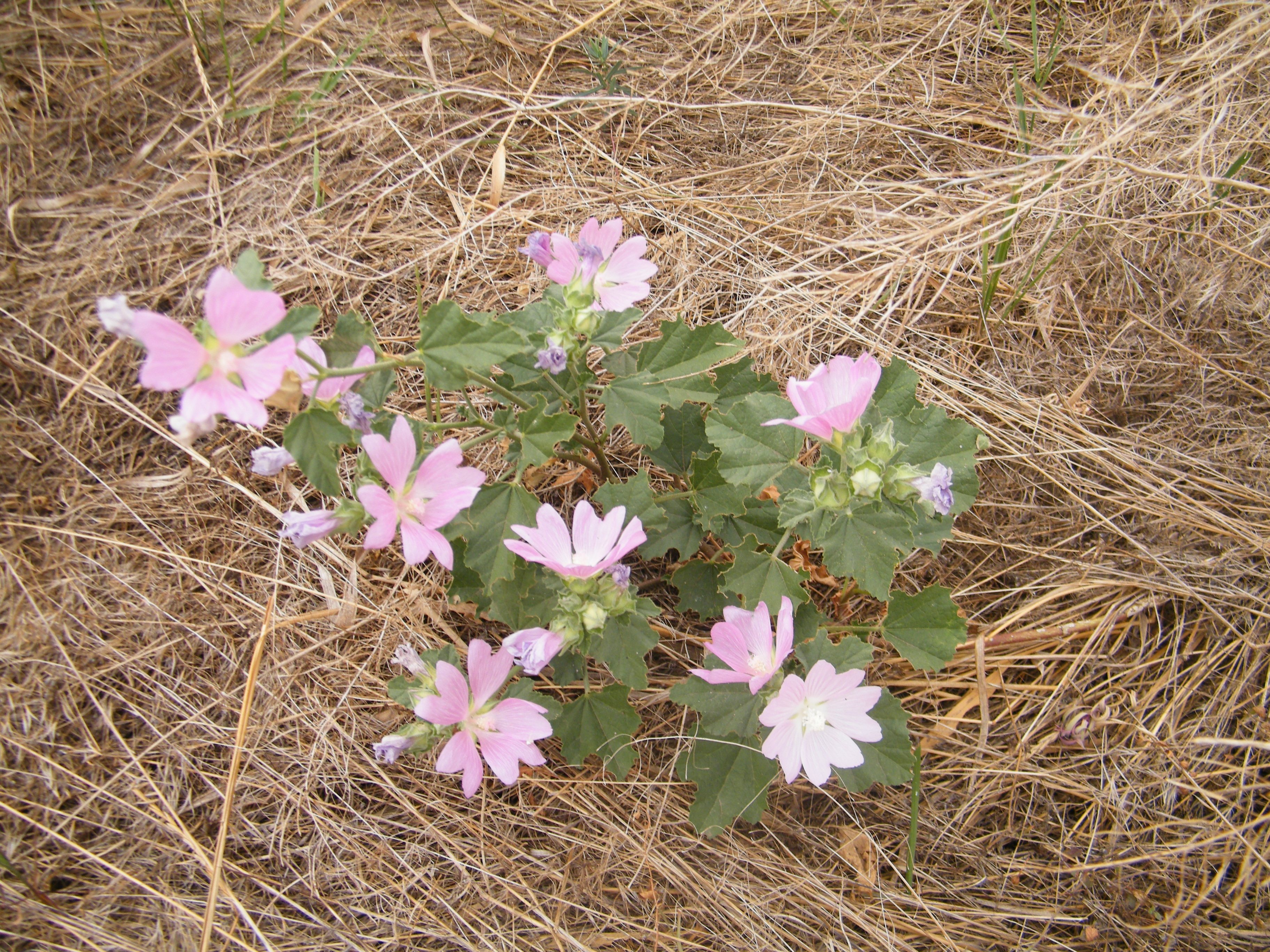
Квіти Каборги

Розташований на березі Березанського лиману, біля села Осетрівка Чорноморської сільської громади Миколаївського району Миколаївської області. Частково зруйнований. Датується кінцем III — серединою IV століття і є найдавнішою пам'яткою черняхівської культури в регіоні.

## Загальний опис
Досліджено 9 кремацій та 18 тілопокладень (деякі здійснено в ямах з підбоями й заплічками). Інвентар поховань містив гончарну та ліпну кераміку, побутові речі й прикраси. Серед знайдених артефактів — унікальний келих у вигляді чобітка, сформований ручним способом, який на гончарному колі зробити просто неможливо.
Особливості ритуалів поховань, а також типи відповідного інвентарю мають помітні елементи готського, пізньоскіфського та сарматського походження, що, на думку археологів, свідчить про змішаний склад населення причорноморської групи черняхівської культури.

## Історія досліджень
Відкритий і досліджений Каборзьким загоном Ранньослов'янської експедиції у 1973–1974 рр.
Матеріали зберігаються у фондах Інституту археології НАН України.